# County Championship
El County Championship (español: Campeonato de Condados), conocido commercialmente como el Specsavers County Championship, es una liga de críquet de primera clase en la que juegan las selecciones de los 18 condados de primera clase de Inglaterra y Gales. El campeonato consiste de dos divisiones: la Primera División (8 equipos) y la Segunda División (10 equipos). Los tres últimos condados descenderán a la Segunda División y, de ésta, ascenderán recíprocamente los dos primeros clasificados. Se disputa de primavera hasta otoño.
La primera temporada del County Championship fue en 1890 y fue ganado por Surrey. Unos 16 años después de su último victoria, Surrey volvió a ganar el campeonato en 2018, venciendo a Worcestershire por 3 wickets. Yorkshire ha ganado el más campeonatos, 30 y un compartido.

## Equipos
- Derbyshire County Cricket Club
- Durham County Cricket Club
- Essex County Cricket Club
- Glamorgan County Cricket Club
- Gloucestershire County Cricket Club
- Hampshire County Cricket Club
- Kent County Cricket Club
- Lancashire County Cricket Club
- Leicestershire County Cricket Club
- Middlesex County Cricket Club
- Northamptonshire County Cricket Club
- Nottinghamshire County Cricket Club
- Somerset County Cricket Club
- Surrey County Cricket Club
- Sussex County Cricket Club
- Warwickshire County Cricket Club
- Worcestershire County Cricket Club
- Yorkshire County Cricket Club